# Crosswinds (Capercaillie)
Crosswinds è il secondo album dei Capercaillie, pubblicato dalla Green Linnet Records nel 1987. Il disco fu registrato nel luglio del 1986 al Cava Studio 1 di Glasgow, Scozia (Gran Bretagna).

## Tracce
Brani tradizionali, arrangiamenti; Capercaillie
Lato A
1. Puirt a Beul – 6:07
2. Snug in a Blanket (Jigs)
3. Soraidh Bhuam Gu Barraidh – 3:22
4. Glen Orchy/Rory MacLeod – 3:36
5. Am Buachaille Ban – 3:29
6. The Haggis (Reels) – 5:57

Lato B
1. Brenda Stubbert's Set – 3:31
2. Ma Theid Mise Tuilleagh – 3:00
3. David Glen's – 4:31
4. Urnaigh a 'Bhan Thigreach – 3:04
5. My Laggan Love/Fox on the Town – 4:22
6. An Ribhinn Donn – 2:57

Edizione CD del 1987, pubblicato dalla Green Linnet Records (GLCD 1077)
Brani tradizionali, arrangiamenti; Capercaillie
1. Puirt a Beul/Snug in a Blanket – 6:07
2. Soraidh Bhuam Gu Barraidh – 3:22
3. Glen Orchy/Rory MacLeod – 3:36
4. Am Buachaille Ban – 3:29
5. The Haggis – 5:57
6. Brenda Stubbert's Set – 3:31
7. Ma Theid Mise Tuilleagh – 3:00
8. David Glen's – 4:31
9. Urnaigh a 'Bhan-Thigreach – 3:04
10. My Laggan Love/Fox on the Town – 4:22
11. An Ribhinn Donn – 2:57

## Musicisti
- Karen Matheson - voce solista
- Shaun Craig - chitarra, bouzouki, accompagnamento vocale, percussioni
- Charlie McKerron - fiddle, accompagnamento vocale
- Marc Duff - recorder, fischietto (whistle), bouzouki, accompagnamento vocale
- Donald Shaw - accordion, tastiere, accompagnamento vocale
- Martin MacLeod - basso, fiddle, accompagnamento vocale